# 東野芳明
東野 芳明（とうの よしあき、1930年9月28日 - 2005年11月19日）は、日本の美術評論家。多摩美術大学名誉教授。多摩美術大学の芸術学科の創設者でもある。

## 来歴・人物
東京都出身。都立一中、一高を経て、1954年東京大学文学部美学科卒。1967年多摩美術大学美術学部共通教育非常勤講師。1968年同大学助教授。1973年教授。1981年芸術学科を創設。1993年名誉教授。ヴィネチア・ビエンナーレの日本館コミッショナーや美術評論家連盟の会長などを歴任。
1954年、「パウル・クレー論」で美術出版社の美術評論新人賞を受賞し、美術評論家として活動を始めた。1956年、大岡信、飯島耕一らと共にシュルレアリスム研究会を設立。欧米に遊学し、抽象表現主義やネオ・ダダなどの海外の美術動向を日本に紹介した。ジャクソン・ポロックとジャスパー・ジョーンズの紹介はとくによく知られている。1960年代、読売アンデパンダン展をめぐり、宮川淳と「反芸術」論争を行なった。1970年代はマルセル・デュシャンの研究に没頭し、瀧口修造らとともに『大ガラス（彼女の独身者たちによって裸にされた花嫁、さえも）』の東京版レプリカを制作した。
1967年から多摩美術大学で教鞭をとり、1981年に同大学の芸術学科を創設（1970年に設立予定だったが、学園紛争の影響で、1981年度からの学生募集となった）。「アート」を狭い枠で捉えず、ファッション・演劇・建築・音楽・文学などを横断するものと捉えていた。ゼミでは現代美術展「TAMA VIVANT」を開催し、多くのキュレーターを育てた。美術家となった教え子には海老塚耕一・古田裕らがいる。素潜りが趣味で、水中写真の撮影を数多く行ない、写真展も幾度か開催した。
1990年に脳梗塞で倒れ、闘病生活ののち、2005年11月19日に75歳で死去した。
美術雑誌「美術の窓」に、美術評論家の米倉守による東野芳明の評伝「アクアデミックの詩学」が連載されたが、米倉の死去により未完となった。

## 著書
- 『グロッタの画家』（美術出版社） 1957
- 『現代美術 - ポロック以後』（美術出版社） 1960
- 『パスポートNO.328309』（三彩社） 1962
- 『アメリカ 虚像培養国誌』（美術出版社） 1968
- 『マルセル・デュシャン』（美術出版社） 1977
- 『ジャスパー・ジョーンズ そして / あるいは』（美術出版社） 1979
- 『裏切られた眼差 レオナルドからウォーホールへ』（朝日出版社） 1980
- 『曖昧な水 レオナルド・アリス・ビートルズ』（現代企画室） 1980
- 『つくり手たちとの時間』（岩波書店） 1984
- 『クルマたちとの不思議な旅 新・自動車文化論 / ずーっと、助手席人間』（ダイヤモンド社） 1985、のち中公文庫 1988
- 『ロビンソン夫人と現代美術』（美術出版社） 1986
- 『マルセル・デュシャン「遺作論」以後』（美術出版社） 1990

## 編書
- 『芸術のすすめ』（筑摩書房） 1972

## 翻訳
- 『新しいものの伝統』（ハロルド・ローゼンバーグ、紀伊國屋書店） 1965
- 『天才の日記』（サルバドール・ダリ、二見書房） 1971
- 『世界の記憶』（アンドレ・マッソン、新潮社、叢書創造の小径） 1977
- 『デュシャン 彼女の独身者たちによって裸にされた花嫁、さえも』（ジョン・ゴールディング、みすず書房、アート・イン・コンテクスト） 1981
- 『宇宙船〈地球号〉操縦マニュアル』（バックミンスター・フラー、西北社） 1988
- 『ジャスパー・ジョーンズ』（ローレンス・アロウェイ、美術出版社） 1990